# 初麻乡
初麻乡，是中华人民共和国青海省海东市化隆回族自治县下辖的一个乡镇级行政单位。

## 行政区划
初麻乡下辖以下地区：
扎西庄村、安关村、公保吾具村、安具乎村、主庄村、初一村、初二村、滩果台村、滩果村、拉尕鲁村、沙尔洞村、上恰藏村、下恰藏村、拉许村、塔麻村和沙让村。